# Pòrcia (germana de Cató)
Pòrcia (en llatí Porcia) va ser la germana de Cató d'Útica.
Va créixer i va ser educada amb seu germà a la casa del seu oncle Marc Livi Drus, ja que els pares havien mort quan era molt jove. Es va casar amb Luci Domici Aenobarb, que era cònsol l'any 54 aC, i, com també ho era el seu germà, un dels caps del partit aristocràtic. Segons diu Ciceró, era a Nàpols quan el seu marit va quedar assetjat a Corfinium per Juli Cèsar l'any 49 aC. L'any següent, el 48 aC va perdre al seu marit a la batalla de Farsàlia i ella mateixa va morir cap al final del 46 aC o començament de l'any 45 aC. Ciceró va pronunciar el seu panegíric al funeral, on també va parlar Marc Terenci Varró.